# Чемпіонат Львівського окружного футбольного союзу 1924
Чемпіонат Львівського окружного футбольного союзу 1924 (пол. Mistrzostwo Lwowskiego Związku Okręgowego Piłki Nożnej 1924) — футбольні змагання за титул чемпіона Львівського окружного футбольного союзу, які проводились на території Станиславівського, Тарнопольського та частково Львівського (без команд Ряшева, які виступали в складі Краківського округу) воєводств. Змагання проходили в трьох класах: Клас «A», Клас «B» та Клас «C». Членами Львівського окружного футбольного союзу станом на 20 лютого 1924 року було 59 клубів і 1730 футболістів.
Чемпіон округу здобував право на участь у чемпіонаті Польщі 1925 року. Оскільки збірна Польщі готувалася  та брала участь в Олімпійських іграх в Парижі, Чемпіонат Польщі з футболу 1924 року не проводився.

## КЛАС «A»
У змаганнях в класі «A» взяли участь шість команд. Оскільки, 11 квітня 1924 року Відділ ігор і дисципліни Польського футбольного союзу анулював підсумки змагань у Класі «В» Львівського округу 1923 року, в класі «A» залишились ті самі клуби, що і в минулому сезоні.
За підсумками змагань, остання команда Класу «А» вибуває в Клас «В». ЇЇ місце має зайняти краща самостійна команда Класу «В». 
Вчетверте поспіль чемпіонами округу стали футболісти «Погоні», в складі якої виступали: Еміль Гьорліц, Бугуслав Ляховіч,  Францішек Ґєбартовский, Владислав Олєярчик, Едвард Ґуліч, Броніслав Фіхтель, Казімеж Земанек,  Кароль Ганке,  Мечислав Бач, Юзеф Ґарбєнь, Вацлав Кухар, Юзеф Слонецький, Людвік Шабакевич (Антоні Юрась).
| М  | Команда/Місто            | 1   | 2    | 3   | 4   | 5    | 6    | І  | В | Н | П  | М'ячі   | СМ   | О  |
| -- | ------------------------ | --- | ---- | --- | --- | ---- | ---- | -- | - | - | -- | ------- | ---- | -- |
|    | ЛКС «Погонь» Львів       |     | 2:0  | 3:1 | 5:0 | 6:0  | 5:04 | 10 | 8 | 1 | 1  | 35 : 3  | 11,6 | 17 |
|    | 1.ЛКС «Чарні» Львів      | 0:4 |      | 2:1 | 1:0 | 1:0  | 5:0  | 10 | 6 | 0 | 4  | 14 : 9  | 1,55 | 12 |
|    | ЖКС «Гасмонея» Львів     | 0:0 | 1:0  |     | 3:2 | 3:0  | 4:0  | 10 | 5 | 2 | 3  | 17 : 11 | 1,54 | 12 |
| 4. | ПКС «Полонія» Перемишль  | 2:1 | 1:0  | 3:1 |     | 1:1  | 4:0  | 10 | 5 | 1 | 4  | 18 : 14 | 1,28 | 11 |
| 5. | ЛКС «Лехія» Львів        | 0:4 | 0:2  | 1:1 | 2:1 |      | 3:01 | 10 | 3 | 2 | 5  | 10 : 19 | 0,52 | 8  |
| 6. | СКС «Ревера» Станиславів | 0:5 | 0:33 | 0:2 | 0:4 | 0:32 |      | 10 | 0 | 0 | 10 | 0 : 38  | 0    | 0  |

1 — у матчі «Лехія» Львів – «Ревера» Станиславів у складі гостей на поле вийшло 8 гравців. На 36-й хвилині, за рахунку 1:0, один з футболістів через травму залишив поле і суддя зупинив матч, відповідно до правил футболу(менше восьми гравців у одній із команд).
2 — результат матчу «Ревера» Станиславів —  «Лехія» Львів —– 1:1 анульовано, «Ревері» зараховано технічну поразку 0:3 за участь в складі команди гравця станиславівського «Сокола».
3 — результат матчу  «Ревера» Станиславів — «Чарні» Львів —– 1:1 анульовано, «Ревері» зараховано технічну поразку 0:3 за участь незаявленого гравця.
4 — обидва матчі між львівською «Поґонню» та «Реверою» відбулись в Станиславові.

## КЛАС «B»
Всі команди класу «B» поділені на три підокруги за територіальним принципом: Львівський, Перемиський та Станиславівський. У Львівському підокрузі другі команди А-класових клубів виділено в окрему групу. Решта клубів поділено на дві групи. 
Переможці груп виходили у другий етап, де визначали фіналістів змагань. Переможець групи резервних львівських А-класових клубів виходить у фінал напряму. Команда, яка у фінальному турнірі займе перше місце, наступного сезону переходить у Клас «А».
Клуби, які в групах займуть останні місця, крім других команд А-класових клубів, грають за виліт у Клас «С». 
Переможцями турніру в Класі «B» стали футболісти львівської «Спарти». 
| М  | Команда/Місто      | 1   | 2   | 3   | І | В | Н | П | М'ячі  | СМ   | О |
| -- | ------------------ | --- | --- | --- | - | - | - | - | ------ | ---- | - |
| 1. | ЛКС «Спарта» Львів |     | 2:1 | 4:2 | 4 | 3 | 0 | 1 | 10 : 7 | 1,42 | 6 |
| 2. | «Погонь ІІ» Львів  | 0:1 |     | 3:2 | 4 | 1 | 1 | 2 | 4 : 5  | 0,8  | 3 |
| 3. | СКС «Погонь» Стрий | 4:3 | 0:0 |     | 4 | 1 | 1 | 2 | 8 : 10 | 0,8  | 3 |

| ↑«Спарта» Львів – «Креси» Тернопіль —– 3:01, 3:0              |
| ↑«Поґонь» Стрий – «Бялі» Львів —– 1:1, 2:2, 2:1(перегравання) |

1 — результат матчу «Спарта» Львів – «Креси» Тернопіль —– 1:4 анульовано, «Спарті» зараховано технічну перемогу 3:0

### Груповий турнір
Перед початком чемпіонату СДС II «Орлята» (пол. SDS II «Orlęta») змінила назву на Дружина Спортова «Другий Сокіл».
| М  | Команда/Місто       | 1   | 2   | 3    | 4   | І | В | Н | П | М'ячі  | СМ   | О  |
| -- | ------------------- | --- | --- | ---- | --- | - | - | - | - | ------ | ---- | -- |
| 1. | ЛКС «Спарта» Львів  |     | 2:2 | 1:0  | 3:0 | 6 | 4 | 2 | 0 | 13 : 4 | 3,25 | 10 |
| 2. | АЗС Львів           | 1:1 |     | 1:1  | 3:0 | 6 | 3 | 3 | 0 | 13 : 6 | 2,16 | 9  |
| 3. | ДС «Сокіл ІІ» Львів | 1:2 | 1:2 |      | 6:2 | 6 | 2 | 1 | 3 | 10 : 8 | 1,25 | 5  |
| 4. | ЖРКС «Метал» Львів  | 0:4 | 1:4 | 0:11 |     | 6 | 0 | 0 | 6 | 3 : 21 | 0,14 | 0  |

| М  | Команда/Місто       | 1   | 2   | 3   | І | В | Н | П | М'ячі  | СМ   | О |
| -- | ------------------- | --- | --- | --- | - | - | - | - | ------ | ---- | - |
| 1. | ЛКС «Бялі» Львів    |     | 1:0 | 4:2 | 4 | 4 | 0 | 0 | 10 : 4 | 2,5  | 8 |
| 2. | ЖКС «Ютженка» Львів | 1:2 |     | 6:1 | 4 | 2 | 0 | 2 | 8 : 4  | 2    | 4 |
| 3. | РКС Львів           | 1:3 | 0:1 |     | 4 | 0 | 0 | 4 | 4 : 14 | 0,28 | 0 |

| М  | Команда/Місто       | 1   | 2   | 3   | 4   | І | В | Н | П | М'ячі   | СМ   | О  |
| -- | ------------------- | --- | --- | --- | --- | - | - | - | - | ------- | ---- | -- |
| 1. | «Погонь ІІ» Львів   |     | 4:0 | 3:1 | 1:0 | 6 | 6 | 0 | 0 | 20 : 6  | 3,33 | 12 |
| 2. | «Чарні ІІ» Львів    | 2:4 |     | 3:3 | 2:2 | 6 | 2 | 2 | 2 | 19 : 15 | 1,26 | 6  |
| 2. | «Лехія ІІ» Львів    | 2:4 | 1:6 |     | 2:2 | 6 | 1 | 2 | 3 | 10 : 18 | 0,55 | 4  |
| 4. | «Гасмонея ІІ» Львів | 1:4 | 1:6 | 0:1 |     | 6 | 0 | 2 | 4 | 6 : 16  | 0,37 | 2  |

| М  | Команда/Місто           | 1    | 2    | 3   | 4   | 5   | І | В | Н | П | М'ячі   | СМ | О  |
| -- | ----------------------- | ---- | ---- | --- | --- | --- | - | - | - | - | ------- | -- | -- |
| 1. | СКС «Погонь» Стрий      |      |      | 1:0 | 5:0 | 3:2 | 6 | 4 | 2 | 0 | 13 : 4  |    | 10 |
| 2. | «Полонія ІІ» Перемишль  | 1:1  |      | 1:2 | 4:3 | 7:2 | 7 | 3 | 3 | 1 | 20 : 11 |    | 9  |
| 3. | ГКС «Чувай» Перемишль   | 0:22 | 1:5  |     | 2:5 | 4:2 | 8 | 4 | 0 | 4 | 17 : 21 |    | 8  |
| 4. | ЖКС «Гаґібор» Перемишль | 1:1  | 2:23 | 3:4 |     | 4:2 | 7 | 2 | 2 | 3 | 18 : 20 |    | 6  |
| 5. | СКС «Корона» Самбір     |      | 0:01 | 2:4 |     |     | 6 | 0 | 1 | 5 | 10 : 22 |    | 1  |

| М  | Команда/Місто            | 1    | 2   | 3    | 4    | І | В | Н | П | М'ячі   | СМ   | О |
| -- | ------------------------ | ---- | --- | ---- | ---- | - | - | - | - | ------- | ---- | - |
| 1. | ПКС «Креси» Тарнополь    |      | 4:2 | 3:0* | 3:0* | 6 | 4 | 0 | 2 | 14 : 5  | 2,8  | 8 |
| 2. | ОКС «Сокіл» Станиславів  | 2:1  |     | 3:3  | 2:2  | 6 | 3 | 2 | 1 | 19 : 12 | 1,58 | 8 |
| 3. | ЖКС «Гакоах» Станиславів | 1:0  | 0:7 |      | 1:1  | 6 | 2 | 2 | 2 | 8 : 14  | 0,57 | 6 |
| 4. | «Ревера ІІ» Станиславів  | 0:31 | 2:3 | 0:32 |      | 6 | 0 | 2 | 4 | 5 : 15  | 0,33 | 2 |

### Кваліфікація за перехід до Класу «C»
(Турнір за збереження прописки в Класі «B»)
В турнірі взяли участь команди, які зайняли останні місця в групах. Якщо на останньому місці опинились дублери клубу «А» Класу, тоді в турнірі за перехід в Клас «С» грає самостійний клуб, який зайняв найнижче місце. 
За підсумками змагань РКС Львів вибуває в Клас «С».
| Перший раунд                                       |
| -------------------------------------------------- |
| «Метал» Львів – «Гакоах» Станиславів ↓ —– 3:1, 1:2 |
| «Корона» Самбір – РКС Львів ↓ —– ?, ?              |
| Фінал                                              |
| «Гакоах» Станиславів – РКС Львів ↓ —– 3:0*, ?      |

* — неявка.

## КЛАС «C»
Всі клуби Класу «С» розділено на чотири підокруги за територіальним принципом: Львів, Станиславів, Тернопіль та Стрий-Перемишль. Кожен з підокругів поділяється на декілька груп, в залежності від кількості дружин та географічного положення. Переможці груп грають у змаганнях за чемпіонство Класу «C» даного підокругу. Чемпіон кожного підокругу автоматично входить до Класу «B» (в зв'язку з розширенням Класу «B», всі переможці груп здобули підвищення в класі).
Таблиці складено на підставі відомих результатів.

### I.ПідокругЛьвів
Серед команд, які в минулому сезоні виступали у Львівському підокрузі, відсутні четверті команди «Погоні» та «Чарних», а також львівська ЖКС «Олімпія», яка припинила існування.
Уже під час змагань у Групу I. було додатково включено «Леополію» Львів(клуб під такою назвою брав участь в чемпіонаті ще 1921року), а після закінчення групових змагань у Групу V. включено «Личаковію» та «Леонію» зі Львова, з якими всі команди мали зіграти свої матчі.
Чемпіоном Львівського підокругу в Класі «C» стали футболісти «Лехії III».
| М   | Команда/Місто         | 1   | 2    | 3 | 4 | 5   | 6   | 7   | 8   | І | В | Н | П | М'ячі  | О |
| --- | --------------------- | --- | ---- | - | - | --- | --- | --- | --- | - | - | - | - | ------ | - |
| 1.  | ЛКС «Львовянка» Львів |     |      |   |   |     |     |     |     | 2 | 1 | 1 | 1 | 4 : 5  | 3 |
| ... | КС «Любіч» Жовква     | 3:0 |      |   |   |     |     | 4:0 | 9:1 | 4 | 3 | 0 | 1 | 17 : 3 | 6 |
| ... | ЖКС «Аматожи» Львів   | 1:1 | 2:11 |   |   | 2:2 |     |     |     | 2 | 1 | 2 | 0 | 5 : 4  | 4 |
| ... | ЛКС «Леополія» Львів  |     |      |   |   |     | 5:2 |     |     | 1 | 1 | 0 | 0 | 5 : 2  | 2 |
| ... | КС ВІС Львів          |     |      |   |   |     |     |     |     | 1 | 0 | 1 | 0 | 2 : 2  | 1 |
| ... | ЛКС «Стрілець» Львів  |     |      |   |   |     |     |     |     | 1 | 0 | 0 | 1 | 2 : 5  | 0 |
| ... | ЛКС «Вольность» Львів |     |      |   |   |     |     |     |     | 1 | 0 | 0 | 1 | 0 : 4  | 0 |
| ... | ЖКС «Гаґібор» Львів   | 1:3 |      |   |   |     |     |     |     | 2 | 0 | 0 | 2 | 2 : 12 | 0 |

| М   | Команда/Місто            | 1   | 2    | 3   | 4   | 5   | 6   | І | В | Н | П | М'ячі   | О |
| --- | ------------------------ | --- | ---- | --- | --- | --- | --- | - | - | - | - | ------- | - |
| 1.  | ЗКС «Світєж» Замарстинів |     |      |     |     |     |     | 2 | 2 | 0 | 0 | 10 : 1  | 4 |
| ... | ЖРКС «Сила» Львів        |     |      | 4:0 |     |     |     | 4 | 3 | 0 | 1 | 10 : 3  | 6 |
| ... | ДКС Львів                | 1:2 | 2:3  |     |     | 0:0 | 3:0 | 7 | 2 | 2 | 3 | 10 : 10 | 6 |
| ... | ПКС «Полонія» Львів      |     |      | 1:1 |     |     |     | 2 | 1 | 1 | 0 | 7 : 1   | 3 |
| ... | ЖКС «Бар Кохба» Львів    |     | 1:0  |     |     |     |     | 3 | 1 | 1 | 1 | 2 : 3   | 3 |
| ... | ЖКС «Гакоях» Львів       | 0:8 | 0:32 | 0:3 | 0:6 | 3:1 |     | 6 | 1 | 0 | 5 | 3 : 24  | 2 |

| М   | Команда/Місто       | 1 | 2   | 3 | 4   | 5 | 6   | І | В | Н | П | М'ячі | О |
| --- | ------------------- | - | --- | - | --- | - | --- | - | - | - | - | ----- | - |
| 1.  | КС «Кресовія» Львів |   |     |   |     |   |     | 0 | 0 | 0 | 0 | 0 : 0 | 0 |
| ... | ЛКС «Унія» Львів    |   |     |   | 0:0 |   | 4:0 | 3 | 1 | 1 | 1 | 6 : 3 | 3 |
| ... | ЖКС «Маккабі» Львів |   | 3:2 |   |     |   |     | 1 | 1 | 0 | 0 | 3 : 2 | 2 |
| ... | РКС ЗЗК Львів       |   |     |   |     |   |     | 1 | 0 | 1 | 0 | 0 : 0 | 1 |
| ... | «Сокіл 2 II» Львів  |   |     |   |     |   |     | 0 | 0 | 0 | 0 | 0 : 0 | 0 |
| ... | ЖРКС «Напшуд» Львів |   |     |   |     |   |     | 1 | 0 | 0 | 1 | 0 : 4 | 0 |

| М   | Команда/Місто      | 1   | 2 | 3   | 4    | 5 | 6   | І | В | Н | П | М'ячі | О |
| --- | ------------------ | --- | - | --- | ---- | - | --- | - | - | - | - | ----- | - |
| ... | «Ютженка ІІ» Львів |     |   |     | 3:0* |   | 2:1 | 4 | 3 | 1 | 0 | 9 : 3 | 7 |
| ... | «Спарта ІІ» Львів  |     |   | 0:0 |      |   |     | 1 | 0 | 1 | 0 | 0 : 0 | 1 |
| ... | «Бялі ІІ» Львів    | 0:2 |   |     |      |   |     | 2 | 0 | 1 | 1 | 0 : 2 | 1 |
| ... | АЗС ІІ Львів       | 2:2 |   |     |      |   |     | 2 | 0 | 1 | 1 | 2 : 5 | 1 |
| ... | «Метал ІІ» Львів   |     |   |     |      |   |     | 1 | 0 | 0 | 1 | 1 : 2 | 0 |
| ... | РКС ІІ Львів       |     |   |     |      |   |     | 0 | 0 | 0 | 0 | 0 : 0 | 0 |

| М   | Команда/Місто        | 1   | 2   | 3 | 4   | 5   | 6   | І | В | Н | П | М'ячі   | О  |
| --- | -------------------- | --- | --- | - | --- | --- | --- | - | - | - | - | ------- | -- |
| 1.  | «Лехія ІІІ» Львів    |     | 1:0 |   |     |     | 3:0 | 4 | 3 | 0 | 1 | 8 : 7   | 6  |
| ... | «Погонь ІІІ» Львів   | 6:1 |     |   | 8:3 | 7:1 | 5:1 | 7 | 6 | 0 | 1 | 31 : 10 | 12 |
| ... | ЖКС «Леонія» Львів   |     |     |   |     |     |     | 0 | 0 | 0 | 0 | 0 : 0   | 0  |
| ... | «Чарні ІІІ» Львів    |     | 1:2 |   |     |     |     | 2 | 0 | 0 | 2 | 4 : 10  | 0  |
| ... | КС «Личаковія» Львів |     |     |   |     |     |     | 1 | 0 | 0 | 1 | 1 : 7   | 0  |
| ... | «Гасмонея ІІІ» Львів | 1:3 | 2:3 |   |     |     |     | 4 | 0 | 0 | 4 | 4 : 14  | 0  |

* — технічний результат/неявка.
1 — на 89-й хвилині матчу «Аматожи» Львів – «Любіч» Броди гості зійшли з поля.
2 — у матчі «Гакоях» Львів – «Сила» Львів футболісти «Гакояху» зійшли з поля, за що їм присуджено технічну поразку 0:3 та дискваліфіковано на 6 тижнів.
________________________________________________________________________________________________________________________

### II. ПідокругТарнополь
СКС «Злочовія» Золочів змінив назву на ПКС «Яніна».
| Фінал першості Тарнопольського підокругу:          |
| -------------------------------------------------- |
| КС «Любіч» Броди – ЖКС «Єгуда» Тарнополь —– ?, 1:6 |

| М  | Команда/Місто       | 1   | 2   | 3    | 4    | І | В | Н | П | М'ячі  | О |
| -- | ------------------- | --- | --- | ---- | ---- | - | - | - | - | ------ | - |
| 1. | КС «Любіч» Броди    |     | 4:2 | 3:0* | 3:0  | 5 | 4 | 1 | 0 | 14 : 4 | 9 |
| 2. | ПКС «Яніна» Золочів | 0:2 |     | 4:0  | 3:0Б | 6 | 4 | 0 | 2 | 18 : 7 | 8 |
| 3. | ЖКС Золочів         | 2:2 | 1:5 |      |      | 4 | 0 | 1 | 3 | 3 : 14 | 1 |
| 4. | ЖКС «Гакоях» Броди  |     | 0:4 |      |      | 3 | 0 | 0 | 3 | 0 : 10 | 0 |

| М  | Команда/Місто         | 1    | 2   | 3    | І | В | Н | П | М'ячі | О |
| -- | --------------------- | ---- | --- | ---- | - | - | - | - | ----- | - |
| 1. | ЖКС «Єгуда» Тарнополь |      | 1:2 | 1:01 | 3 | 2 | 0 | 1 | 5 : 2 | 4 |
| 2. | «Креси ІІ» Тарнополь  | 0:3* |     |      | 2 | 1 | 0 | 1 | 2 : 4 | 2 |
| 3. | КС «Сенява» Бережани  |      |     |      | 1 | 0 | 0 | 1 | 0 : 1 | 0 |

Б — матч відбувся в місті Броди.
* — технічний результат/неявка.
1 — 29.06.1924 року «Сенява» Бережани запізнилась на матч із тарнопольською «Єгудою» (зіграно товариський матч (3:2)). 17 серпня відбулось перегравання матчу.
________________________________________________________________________________________________________________________

### III. ПідокругСтаниславів
Серед команд, які в минулому сезоні виступали у Станиславівському підокрузі, відсутній ЖКС «Йордан» Станиславів, котрий припинив існування ще в минулому сезоні.
| Фінал першості Станиславівського підокругу:                 |
| ----------------------------------------------------------- |
| СПН «Сокіл» Снятин – СКС «Бистриця» Станиславів —– 2:0, 2:3 |

| М  | Команда/Місто           | 1   | 2   | 3   | 4 | І | В | Н | П | М'ячі  | О |
| -- | ----------------------- | --- | --- | --- | - | - | - | - | - | ------ | - |
| 1. | СПН «Сокіл» Снятин      |     | 5:1 |     |   | 3 | 2 | 0 | 1 | 10 : 4 | 4 |
| 2. | ЖТГ Коломия             | 2:1 |     | 0:1 |   | 4 | 2 | 0 | 2 | 6 : 8  | 4 |
| 3. | ПКС «Бистриця» Надвірна | 1:4 | 1:3 |     |   | 3 | 1 | 0 | 2 | 3 : 7  | 2 |
| 4. | «Сокіл» Коломия         |     |     |     |   | 0 | 0 | 0 | 0 | 0 : 0  | 0 |

| М  | Команда/Місто                 | 1   | 2    | 3   | 4   | 5    | 6   | І | В | Н | П | М'ячі   | О |
| -- | ----------------------------- | --- | ---- | --- | --- | ---- | --- | - | - | - | - | ------- | - |
| 1. | СКС «Вікторія» Станиславів    |     | 3:2  | 3:0 | 1:1 |      |     | 6 | 3 | 1 | 2 | 12 : 17 | 7 |
| 2. | СКС «Бистриця» Станиславів    | 6:0 |      | 2:3 |     |      |     | 5 | 3 | 0 | 2 | 26 : 7  | 6 |
| 3. | «Ревера ІІІ» Станиславів      |     | 0:10 |     | 2:1 | 0:0  |     | 5 | 2 | 1 | 2 | 5 : 16  | 5 |
| 4. | «Сокіл ІІ» Станиславів        | 7:2 |      |     |     | 6:0  |     | 4 | 2 | 1 | 1 | 15 : 5  | 5 |
| 5. | Станиславівське Тов. Спортове |     |      |     |     |      | 4:1 | 4 | 2 | 1 | 1 | 7 : 7   | 5 |
| 6. | «Гакоах II» Станиславів       | 1:3 | 1:6  |     |     | 0:31 |     | 4 | 0 | 0 | 4 | 3 : 16  | 0 |

1 — під час матчу «Гакоах II» Станиславів – Станиславівське Товариство Спортове, на поле вибігли глядачі, незадоволені видаленням чотирьох футболістів єврейської команди. Дублерам «Гакоаху» зараховано технічну поразку 0:3.
________________________________________________________________________________________________________________________

### IV.ПідокругСтрий-Перемишль
Підокруг Стрий-Перемишль ділиться на дві групи: група Перемишль і група Стрий. Група Стрий у свою чергу ділиться на дві підгрупи: підгрупа Стрий та підгрупа Самбір. Переможці двох підгруп групи Стрий грають між собою за вихід у фінал, у якому зіграють з переможцем групи Перемишль.
Серед команд, які в минулому сезоні виступали у Перемиському підокрузі, відсутні ЖКС «Гашахер» Перемишль, який об’єднався з ЖКС «Гаґібор», перемиські ВКС та «Стрілець», які припинили існування та «Орел» Ланьцут.
| Фінал першості підокругу Стрий-Перемишль:        |
| ------------------------------------------------ |
| ЖТГ Дрогобич – «Ярославовія» Ярослав —– 3:0, 1:2 |

ЛОФС вирішив не проводити додатковий третій матч для визначення переможця, а надав право підвищення в класі обидвом клубам.
| М  | Команда/Місто           | 1                  | 2                  | 3                  | 4                  | 5                  | 6                  | І                  | В                  | Н                  | П                  | М'ячі              | О                  |
| -- | ----------------------- | ------------------ | ------------------ | ------------------ | ------------------ | ------------------ | ------------------ | ------------------ | ------------------ | ------------------ | ------------------ | ------------------ | ------------------ |
| 1. | ЯКС «Ярославія» Ярослав |                    | 4:0                | 2:0                | 3:0*               | 0:0                | 3:1                | 10                 | 8                  | 1                  | 1                  | 21 : 3             | 17                 |
| 2. | «Чувай ІІ» Перемишль    |                    |                    | 1:2                | 4:3                | 4:2                | 3:0*               |                    |                    |                    |                    |                    |                    |
| 3. | КС «Рух» Перемишль      | 1:0                | 2:3                |                    | 0:8                |                    | 3:0*               |                    |                    |                    |                    |                    |                    |
| 4. | «Полонія ІІІ» Перемишль |                    | 4:4                | 4:0                |                    |                    | 3:0*               |                    |                    |                    |                    |                    |                    |
| 5. | «Гаґібор ІІ» Перемишль  | 0:1                | 3:4                |                    | 2:03               |                    | 3:0*               |                    |                    |                    |                    |                    |                    |
| 6. | ЖТҐС «Дрор» Ярослав     | 0:31               | 0:32               | 0:2                | 3:0*               | 3:0*               |                    | 10                 | 2                  | 0                  | 8                  | 7 : 23             | 4                  |
| -  | ВКС Перемишль           | припинив існування | припинив існування | припинив існування | припинив існування | припинив існування | припинив існування | припинив існування | припинив існування | припинив існування | припинив існування | припинив існування | припинив існування |

Перед початком чемпіонату ПКС «Чарні» Перемишль змінив назву на Клуб Спортовий читальні колійової «Рух».
* — технічний результат/неявка.
1 — результат матчу «Дрор» Ярослав – «Ярославовія» Ярослав —– 2:2 анульовано. Господарям зараховано технічну поразку 0:3 за нерозмічене поле.
2 — матч «Дрор» Ярослав – «Чувай II» Перемишль не відбувся, оскільки «Дрор» не повідомив суперника про початок матчу. Їм зараховано технічну поразку 0:3.
2 — у зв'язку з неявкою судді, матч «Гаґібор II» Перемишль – «Полонія III» Перемишль розіграно як товариський. Повинно відбутись перегравання.
Група Стрий
Під кінець чемпіонату СКС «Чарні» з Дрогобича змінили назву на СКС «Сокіл». 
ЖКС «Гакоях» Борислав змінив назву на «Кадімаг».
| Фінал групи Стрий:                            |
| --------------------------------------------- |
| ЖТГ Дрогобич – ЖКС «Гакоях» Стрий —– 3:2, 2:1 |

| М  | Команда/Місто        | 1    | 2   | 3    | 4   | І | В | Н | П | М'ячі   | О  |
| -- | -------------------- | ---- | --- | ---- | --- | - | - | - | - | ------- | -- |
| 1. | «Погонь ІІ» Стрий    |      | 1:0 | 3:0* | 6:1 | 6 | 6 | 0 | 0 | 20 : 3  | 12 |
| 2. | ЖКС «Гакоях» Стрий   | 2:5  |     |      | 4:2 | 5 | 1 | 2 | 2 | 11 : 13 | 4  |
| 3. | КС «Колєяж» Дрогобич | 0:3* | 4:4 |      | 1:1 | 5 | 0 | 3 | 2 | 6 : 12  | 3  |
| 4. | СКС «Сокіл» Дрогобич | 0:2  | 1:1 | 1:1  |     | 6 | 0 | 3 | 3 | 6 : 15  | 3  |

| М  | Команда/Місто          | 1   | 2   | 3   | 4    | І | В | Н | П | М'ячі  | О  |
| -- | ---------------------- | --- | --- | --- | ---- | - | - | - | - | ------ | -- |
| 1. | ЖТГ Дрогобич           |     | 5:2 | 4:0 | 11:0 | 6 | 5 | 0 | 1 | 26 : 6 | 10 |
| 2. | ЖКС Самбір             | 0:1 |     |     | 2:1  | 4 | 2 | 0 | 2 | 7 : 8  | 4  |
| 3. | ЖКС «Кадімаг» Борислав | 2:5 | 1:3 |     |      | 4 | 1 | 0 | 3 | 5 : 12 | 2  |
| 4. | «Корона ІІ» Самбір     | 2:0 |     | 0:2 |      | 4 | 1 | 0 | 3 | 3 : 15 | 2  |

* — технічний результат/неявка.

## УКРАЇНСЬКИЙ ФУТБОЛ
Українські клуби не приймали участі в Чемпіонаті Львівського окружного футбольного союзу та не вступали до ЛОФС принципово — не визнавали польської влади на своїй території. 
Українські команди періодично проводили товариські матчі між собою. 
Але у березні 1924 року відбулись установчі збори Українського Спортового Союзу (УСС), а наприкінці квітня оголошено, що в довгоочікуваній першості українських команд у Класі «А» візьмуть участь чотири клуби: «Беркут» Перемишль, «Буй-Тур» Станиславів, «Скала» Стрий та «Україна» Львів. Згодом стрияни від участі відмовились. 
| М  | Команда/Місто             | 1    | 2   | 3    | І | В | Н | П | М'ячі | О |
| -- | ------------------------- | ---- | --- | ---- | - | - | - | - | ----- | - |
|    | СТ «Україна» Львів        |      | 5:1 | 2:0  | 4 | 4 | 0 | 0 | 22:7  | 8 |
| 2. | УСК «Буй-Тур» Станиславів | 3:7Л |     | 3:2К | 3 | 1 | 0 | 2 | 7:14  | 2 |
| 3. | УСК «Беркут» Перемишль    | 3:8  |     |      | 3 | 0 | 0 | 3 | 5:13  | 0 |

Л — матч відбувся у Львові;
К — матч відбувся в місті Калуш;
Матч «Беркут» – «Буй-Тур» не відбувся, оскільки вже нічого не вирішував.
Змагання в Класі «Б» ймовірно навіть не розпочались.